# Velké Přílepy

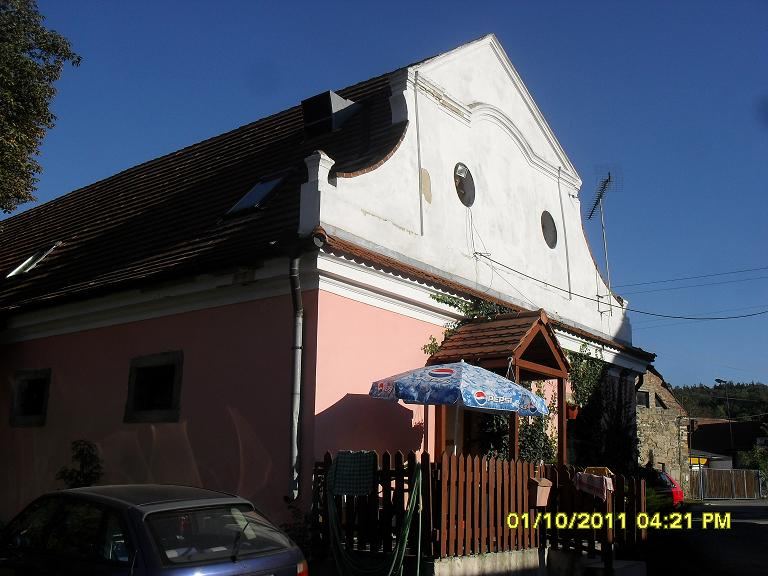
Speicher in Kamýk

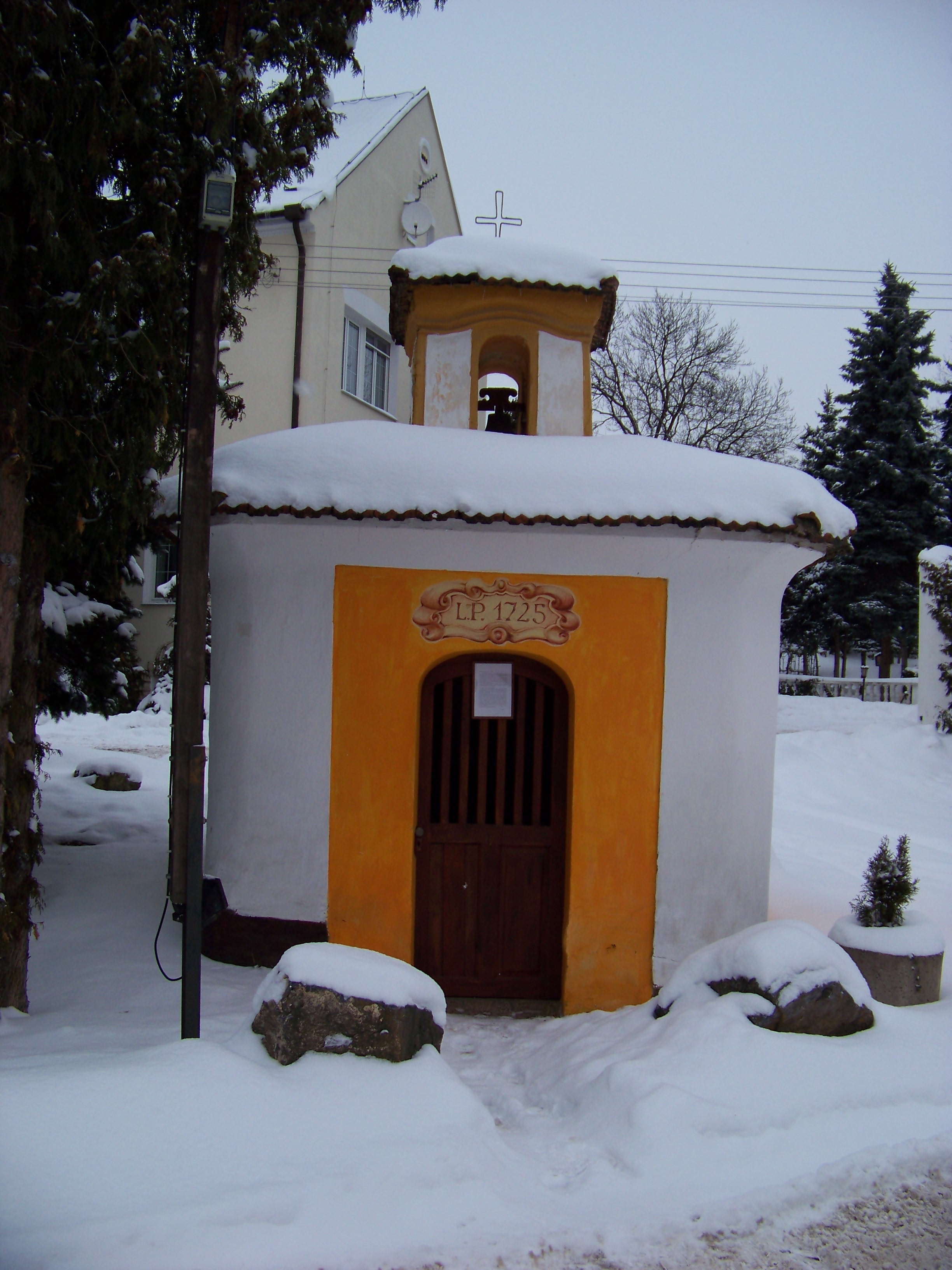
Kapelle der Jungfrau Maria

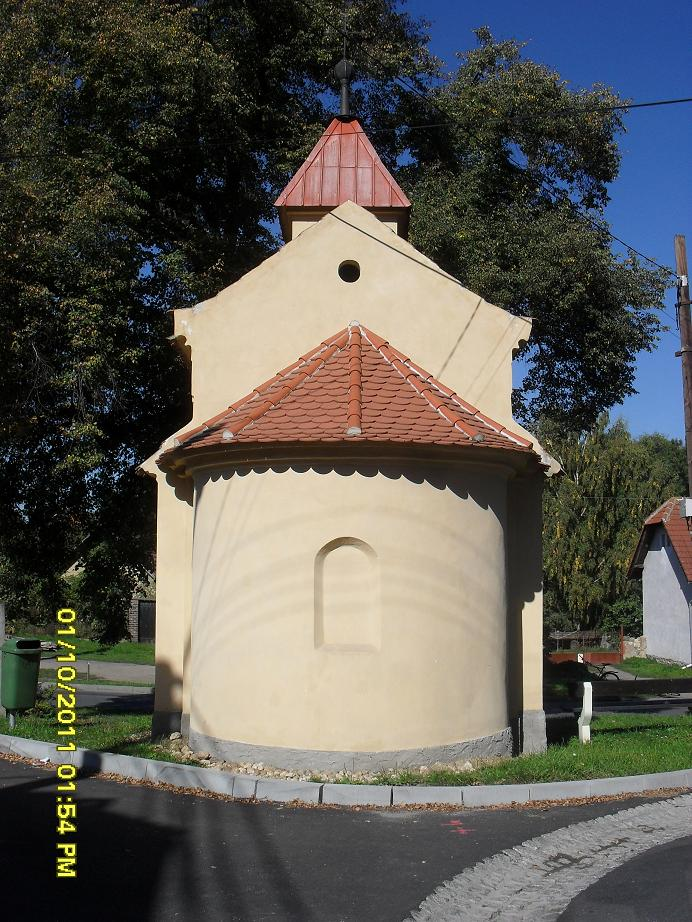
Kapelle des hl. Gotthard

Velké Přílepy (deutsch Groß Pschilep, auch Groß Přilep) ist eine Gemeinde in Tschechien. Sie liegt zwölf Kilometer nordwestlich des Stadtzentrums von Prag und gehört zum Okres Praha-západ.

## Geographie
Velké Přílepy befindet sich auf der Prager Hochfläche (Pražská plošina) im Tal des Baches Podmořanský potok. Nördlich erheben sich der Ers (345 m) und der Krliš (308 m), im Nordosten der Hřivnáč (321 m), südöstlich der Na Habří (313 m), im Süden der Kopec (337 m) und westlich der Kamýk (322 m). Durch Velké Přílepy verläuft die Staatsstraße II/240 zwischen Kralupy nad Vltavou und Prag.
Nachbarorte sind Kozinec und Tursko im Norden, Chýnov, Libčice nad Vltavou, Letky, Řež und Podmoráň im Nordosten, Úholičky und Žalov im Osten, Únětice und Černý Vůl im Südosten, Statenice, Kopaninský Mlýn und Štěrbův Mlýn im Süden, Pastviště, Tuchoměřice, Na Pazderně und Lichoceves im Südwesten, Kamýk im Westen sowie Svrkyně im Nordwesten.

## Geschichte
Die Gegend zwischen Velké Přílepy, Černý Vůl, Libčice nad Vltavou und Únětice war seit der Jungsteinzeit kontinuierlich besiedelt. Sie ist eines der ältesten Siedlungsgebiete in Böhmen. Auf dem Gebiet der Straßen Dvořákova und Smetanova wurde die größte Siedlungsstätte der Trichterbecherkultur in Böhmen entdeckt. In der Flur Ženíškově poli am südlichen Ortsrand wurde ein Siedlungsplatz der Aunjetitzer Kultur aufgefunden. Zu den bedeutsamen Funden gehört auch ein großes Reitergrab aus der Zeit der Völkerwanderung.
Die erste urkundliche Erwähnung von Velké Přílepy erfolgte 1228 als anteiliger Besitz des Domkapitels St. Veit und des Kapitels St. Georg auf der Prager Burg. Kámyk wurde im selben Jahre erstmals erwähnt; es gehörte jedoch dem Prager Benediktinerinnenkloster St. Georg und blieb sowohl herrschaftlich als auch kirchlich immer von Velké Přílepy getrennt.
Während der Hussitenkriege bemächtigen sich die Prager Hussiten der Kapitulargüter. 1436 brachte König Sigismund beide Anteile von Přílepy an sich und verpfändete sie an weltliche Herren. Zu Zeiten König Ferdinands I. erwarb das Domkapitel St. Veit in der ersten Hälfte des 16. Jahrhunderts beide Anteile von Přílepy. Im Urbar von 1616 sind für Přílepy 13 Huben und ein Kretscham aufgeführt. Nach dem Ausbruch des Dreißigjährigen Krieges wurden die Příleper Güter 1620 von den Protestanten konfisziert und nach der Schlacht am Weißen Berg 1623 wieder dem Domkapitel zurückgegeben, in dessen Besitz sie danach stetig verblieben. Im Jahre 1648 wurden Přílepy und Kamýk von Truppen des schwedischen Heerführers von Königsmarck verwüstet und in der zweiten Hälfte des 17. Jahrhunderts neu besiedelt. In der 1. Hälfte des 18. Jahrhunderts sind im Theresianischen Kataster für Přílepy, wie auch für Kamýk, zehn Bauernwirtschaften aufgeführt. In den 1840er Jahren begann Václav Krolmus mit ersten archäologischen Untersuchungen.
Im Jahre 1843 bestand Groß-Přjlep / Welke Přjlepy aus 32 Häusern mit 252 Einwohnern. Im Ort lebten zwei Familien mit Augsburgischem und eine Familie mit Helvetischem Bekenntnis. In Groß-Přjlep gab es ein Wirtshaus. Katholischer Pfarrort war Aunětitz. Bis zur Mitte des 19. Jahrhunderts blieb Groß-Přjlep der Herrschaft Chrasstian untertänig.
Nach der Aufhebung der Patrimonialherrschaften bildete Velké Přílepy / Groß Přilep ab 1850 eine Gemeinde im Bezirk  und Gerichtsbezirk Smíchov. Im Jahre 1859 erfolgte die Eingemeindung von Kamýk. Die verkehrsgünstige Lage nahe der Welwarn-Teplitzer Kaiserstraße führte in der zweiten Hälfte des 19. Jahrhunderts zu einer Vergrößerung der Gemeinde. 1869 wurde ein Postamt eingerichtet. In den 1890er Jahren nahm die archäologische Abteilung des Museums des Königreichs Böhmen unter Leitung von Josef Ladislav Píč weitere Ausgrabungen vor. Im Jahre 1895 hatte die Gemeinde 644 Einwohner, davon lebten 372 in Kamýk und 272 in Velké Přílepy. In Kamýk bestand eine jüdische Gemeinde, die eine Synagoge unterhielt. 1927 wurde die Gemeinde dem Bezirk Praha-venkov und dem Gerichtsbezirk Praha-západ zugeordnet. Die Gemeinde Velké Přílepy hatte im Jahre 1932 692 Einwohner. 1942 wurde Velké Přílepy Teil des neu gebildeten Bezirkes Praha-venkov-sever. Während der deutschen Besetzung schloss sich ein Teil der Einwohner Widerstandsgruppen an. Seit 1949 gehört die Gemeinde zum Okres Praha-západ. Zu dieser Zeit verlor Kamýk den Status eines Ortsteils. 1950 erfolgte die Kollektivierung der Landwirte zum landwirtschaftlichen Großbetrieb JZD Rudá Záře se sídlem ve Velkých Přílepech. Zum Ende der 1960er Jahre begann der Ausbau von Velké Přílepy zu einer Satellitensiedlung von Prag. In den 1970er Jahren entstanden neben neuen Siedlungshäusern auch Plattenbauten. Insbesondere im Gemeindeteil Velké Přílepy wurden dafür alte Bauernhöfe abgerissen und dadurch die historische Struktur des um einen Dorfplatz gewachsenen Ortes zerstört. In dieser Zeit wuchsen Velké Přílepy und Kamýk zu einer Einheit zusammen. Im Zuge von Bauvorhaben erfolgten seit den 1970er Jahren weitere archäologische Bodenuntersuchungen. Am 1. April 1976 wurde Úholičky sowie am 1. Jänner 1980 Svrkyně und Lichoceves (mit Notounice und Okoř) eingemeindet, die Orte lösten sich am 24. November 1990 wieder los und bildeten eigene Gemeinden. Seit 2010 führt die Gemeinde Velké Přílepy ein Wappen und Banner.

## Gemeindegliederung
Für die Gemeinde Velké Přílepy sind keine Ortsteile ausgewiesen. Die Gemeinde besteht aus den Ansiedlungen Kamýk (Kameik) und Velké Přílepy (Groß Pschilep).

## Sehenswürdigkeiten
- Barocker Speicher auf dem ehemaligen Kamýker Hof, das Kulturdenkmal beherbergt heute eine Gaststätte
- Kapelle des Gotthard am Dorfplatz von Kamýk
- Kapelle der Jungfrau Maria in Velké Přílepy, errichtet 1725